# Devarodes semidolens
Devarodes semidolens là một loài bướm đêm trong họ Geometridae.